# ZZ Top's First Album
| Recensione                        | Giudizio     |
| --------------------------------- | ------------ |
| AllMusic                          | [ 2 ]        |
| The New Rolling Stone Album Guide | [ 3 ]        |
| Sputnikmusic                      | 4.5 (Superb) |
| Piero Scaruffi                    | [ 5 ]        |
| Dizionario del Pop-Rock           | [ 6 ]        |
| 24.000 dischi                     | [ 7 ]        |

ZZ Top's First Album è il primo album discografico della band rock texana ZZ Top, pubblicato dall'etichetta discografica London Records nel gennaio del 1971.

## Tracce
Lato A
1. (Somebody Else Been) Shaking Your Tree – 2:32 (Billy Gibbons)
2. Brown Sugar – 5:22 (Billy Gibbons)
3. Squank – 2:46 (Billy Gibbons, Bill Ham, Dusty Hill)
4. Goin' Down to Mexico – 3:26 (Billy Gibbons, Bill Ham, Dusty Hill)
5. Old Man – 3:23 (Billy Gibbons, Dusty Hill, Rube Beard)

Lato B
1. Neighbor, Neighbor – 2:18 (Billy Gibbons)
2. Certified Blues – 3:25 (Billy Gibbons, Bill Ham, Rube Beard)
3. Bedroom Thang – 4:37 (Billy Gibbons)
4. Just Got Back from Baby's – 4:07 (Billy Gibbons, Bill Ham)
5. Backdoor Love Affair – 3:20 (Billy Gibbons, Bill Ham)

## Formazione
- Billy Gibbons - chitarra solista, canto
- Dusty Hill - basso, canto
- Rube Beard - batteria

## Crediti Tecnici
- Bill Ham - produttore
- Bill Narum - design dell'album
- Frank Jaubert - fotografia